# Steen Jensen Bille
Steen Bille (født 10. maj 1565, død oktober 1629) var en dansk adelsmand. 
Han blev født på Visborg Slot på Gulland, hvor faderen, Jens Bille til Billesholm, den gang var lensmand. I sin ungdom rejste han i en lang årrække i udlandet med Jacob Svaning, en søn af historieskriveren Hans Svaning. Han studerede i Basel (1583) og Padua (1585) og skal også have besøgt det hellige land. 
1588 vendte han tilbage til Danmark og blev samme år ansat som kancelliherremand. I denne egenskab rejste han tre gange i sendefærd til det skotske hof. 1595 udtrådte han af kancelliet og blev samme år på Hindsgavl trolovet med Rigborg Lindenov, datter af Hans Johansen Lindenov og Margrethe Rosenkrantz. Måske var det i anledning af denne familiefest, at Lyskander tilsendte ham en afskrift af sit rimværk: «De Billers, Jenses Sønners, 16 Aner» med illuminerede adelige våbner. 
Året efter blev han forlenet med Tureby Len, og 19. oktober 1597 holdt han bryllup i Odense. 1601 afgav han Tureby Len og blev lensmand over Trondhjem, Hærjedalen og Jæmteland, hvortil 1604 også føjedes Romsdalen. Men han synes at have haft mere anlæg for boglig syssel end for praktisk virksomhed. 
Han kunde derfor heller ikke magte de vanskelige forhold i sine udstrakte len, især under Kalmarkrigen, og det tilskrives hans mangel på mod og omsigt, at et skotsk hjælpekorps under oberst Mönnickhofen uden modstand kunde lande i Stjørdalen og der fra igennem Hærjedalen nå ind i Sverige. På herredagen i København 1613 blev han derfor dragen til ansvar for sine forsømmelser og dømt til at stande kongen til rette. 
Ifølge en beretning, som skyldes Slange, blev han dømt til tre års landflygtighed, og da han desuagtet hemmelig opholdt sig i Jylland, blev han hensat i statsfængsel på Dragsholm, hvor han tilbragte en lang årrække. Men denne beretning er urigtig og fremkaldt ved en forveksling med en fjern fynsk slægtning, Steen Mogensen Bille, der fik denne straf for voldsgerninger, han havde øvet mod sin nærmeste slægt. 
1619 dedicerede den bekendte læge Caspar Bartholin et af sine skrifter til «sin velynder» Steen Bille, hvem han nævner som «den danske Ulysses» og som «den utrættelige naturforsker», udtryk, han dog vist næppe vilde have brugt under de ovennævnte forhold. Bille boede til sin død på Billesholm. Det er derfor sandsynligt, at kongen har ladet nåde gå for ret og idømt ham en stor pengebøde, og at han for at kunne udrede den har måttet sætte sig i en betydelig gæld. 
Hans økonomiske kår vare i hans sidste år så slette, at han måtte pantsætte alt, hvad han ejede, det meste dog til sin søn, Jens Bille. Iblandt det pantsatte var også en, som det synes, betydelig bogsamling, der efter hans død blev genstand for en vidtløftig retssag. Han døde i 1629, og hans slægt gik fra arv og gæld. Af hans fire børn blev de tre gifte; hans slægtlinje uddøde i det 18. århundrede. 
Bille nævnes som salmedigter. I Karen Brahes bibliotek i Odense findes en samling salmer og åndelige sange (Nr. 257, 4to), mest oversættelser af Davids Salmer, der tillægges ham og passe godt til hans forladte og fortrykte stilling. Af disse er salmen: Jeg råber fast, o Herre (optaget i Salmebog til Kirke- og Husandagt (Nr. 424). Den er også med i Den Danske Salmebog 2003 som nr. 497. Her er Bille angivet som B-forfatter, altså oversætter/gendigter af salmen, der oprindeligt er af Clément Marot.